# سوزان بيث فيفر
سوزان بيث فيفر (بالإنجليزية: Susan Beth Pfeffer) (17 فبراير 1948، نيويورك في الولايات المتحدة)؛ كاتِبة ومؤلِّفة وروائية أمريكية.